# Kategoria e Parë 1934
La Kategoria e Parë 1934 fu la quinta edizione della massima serie del campionato albanese di calcio disputato tra il 15 aprile e il 22 luglio 1934 e concluso con la vittoria del Tirana, al suo quarto titolo.
Capocannoniere del torneo fu Mark Gurashi (SK Tirana) con 12 reti.

## Formula
Il numero delle squadre partecipanti passò da 5 a 7 e si incontrarono in un turno di andata e ritorno per un totale di 12 partite.
Anche in questa stagione non furono previste retrocessioni.

## Squadre
| Squadra            | Città   | Stadio | Stagione 1933      |
| ------------------ | ------- | ------ | ------------------ |
| Bashkimi Shkodran  | Scutari |        | 2°                 |
| SK Kavaja          | Kavajë  |        | 5°                 |
| KS Skënderbeu      | Coriza  |        | Campione d'Albania |
| Teuta              | Durazzo |        | 3°                 |
| Tirana             | Tirana  |        | 4°                 |
| Bashkimi Elbasanas | Elbasan |        | Kategoria e Dytë   |
| Sportklub Vlorë    | Valona  |        | Kategoria e Dytë   |

## Classifica
|                    | Pos. | Squadra             | Pt | G  | V  | N | P  | GF | GS | DR  |
| ------------------ | ---- | ------------------- | -- | -- | -- | - | -- | -- | -- | --- |
| Albania (bandiera) | 1.   | SK Tirana           | 21 | 12 | 10 | 1 | 1  | 54 | 8  | +46 |
|                    | 2.   | KS Skënderbeu Korçë | 18 | 12 | 8  | 2 | 2  | 27 | 8  | +19 |
|                    | 3.   | Bashkimi Shkodran   | 17 | 12 | 8  | 1 | 3  | 25 | 11 | +14 |
|                    | 4.   | KS Teuta Durrës     | 12 | 12 | 6  | 0 | 6  | 18 | 23 | -5  |
|                    | 5.   | SK Kavaja           | 9  | 12 | 3  | 3 | 6  | 14 | 20 | -6  |
|                    | 6.   | Bashkimi Elbasanas  | 6  | 12 | 2  | 2 | 8  | 12 | 36 | -24 |
|                    | 7.   | Sportklub Vlorë     | 1  | 12 | 0  | 1 | 11 | 4  | 48 | -44 |

Legenda:

      Campione d'Albania
Note:

Due punti a vittoria, uno a pareggio, zero a sconfitta.

## Verdetti
- Campione: Tirana